# Ахалшени (Чохатаурский муниципалитет)
Ахалшени (груз. ახალშენი) — село в Чохатаурском муниципалитете Грузии.

## География
Село находится на правом берегу реки Губазеули, на расстоянии в 3 километрах посёлка городского типа Чохатаури, административного центра муниципалитета. Абсолютная высота — 220 метров над уровнем моря.

## Население
| Год  | Население | Мужчины | Женщины |
| ---- | --------- | ------- | ------- |
| 1908 | 409       |         |         |
| 1910 | ↘403      |         |         |
| 2002 | ↗421      | 196     | 225     |
| 2014 | ↘391      | 193     | 198     |